# Seven to Eternity
Seven to Eternity è una serie a fumetti statunitense di genere fantasy creata da Rick Remender e Jerome Opeña, pubblicata dalla casa editrice indipendente Image Comics tra il 2016 e il 2021.
La storia è ambientata nel mondo di Zhal dove il potere è stato preso da un individuo originariamente conosciuto come Garlis Sulm. Nasce con il dono di esaudire i desideri delle persone in cambio della possibilità di entrare nella loro coscienza sotto forma di un "whisper" (o sussurro) manipolandone le convinzioni. Grazie a questa facoltà riesce a controllare la maggior parte degli abitanti di Zhal che preferiscono cedere la libertà piuttosto che combattere rinunciando a ciò più si brama nell'animo. Rimangono ad opporsi alcuni monaci-guerrieri chiamati Mosak di cui fa parte da generazioni la famiglia di Adam Osidis, il cui padre rifiutò l'offerta di Slum che si è proclamato God of Whispers (o Dio dei Sussurri). Inizialmente Adam vive isolato con la moglie e i figli ma nel momento in cui i suoi cari sono minacciati si deve unire alla resistenza che combatte il nuovo Dio o cedere alla sua offerta. I ribelli sono formati da mercenari, guerrieri dai poteri magici, esseri ibridi e goblin.

## Trama
La storia è suddivisa in 4 archi narrativi, il primo è "Il Dio dei Sussurri" (o The God of Whisperers in originale), seguito da "La Ballata del Tradimento" (o Ballad of Betrayal), Rise to Fall e il conclusivo The Springs of Zhal:

### Il Dio dei Sussurri
Sul mondo di Zhal ha preso il potere un sovrano autoproclamatosi Dio dei Sussurri e chiamato anche Mud King. Faceva parte di un ordine mistico di monaci guerrieri, i Mosak, votati alla protezione di questo mondo. Ogni membro appartiene ad un clan che ne trasmette l'appartenenza per linea di sangue. Il nome da monaco del nuovo Re-Dio era Garlis Slum, guardiano del sacro tempio di Fengow insieme a Zebadiah Osidis. Ogni Mosak nasce con un dono particolare e Garlis scopre di avere un enorme potere, quello di potere legarsi alla coscienza degli individui che accettano di farlo entrare. Per sancire questo patto lui propone un'offerta: esaudire il desiderio più recondito dell'animo di chi lo ascolta. Una volta accettata il Mud King entra per sempre nella coscienza di quell'individuo, ascoltando, vedendo e sentendo tutto ciò che viene percepito da chi lo ha lasciato entrare. Zebadiah è l'unico Mosak che rifiuta anche solo di sentire l'offerta, non vuole cedere a compromessi e perdere la libertà. Garlis però trova la maggior parte della popolazione inclina ad accettare il patto e quando entra nell'animo è come un "sussurro" che influenza e manipola i pensieri dei suoi "fedeli". In questo modo riesce facilmente a prendere il potere e viene venerato come un Dio, rifiutare la sua offerta significa la morte (da parte della sua guardia armata) ma accettare significa esaudire il desiderio e/o porre fine ad un problema che cambia la vita di una persona. Inoltre grazie al nuovo regime si prospetta un periodo di ordine e prosperità. La famiglia Osidis viene bollata come traditrice e pericolosa per l'ordine sociale e religioso. Zebadiah porta il suo clan a vivere lontano dalla capitale, isolati nelle montagne ma non è sufficiente a tenere lontani i "sussurri" e dopo diversi anni The Piper (o Il pifferaio), il guerriero più temibile al servizio del Re raggiunge gli Osidis e uccide Zebadiah. Suo figlio Adam padre di famiglia, con moglie e figli, viene risparmiato. Il Mud King lo vuole vedere affinché senta l'offerta. Adam accetta di recarsi in udienza al Dio dei Sussurri, andando contro gli insegnamenti del padre, che lo ha sempre intimato di non perdere la libertà per paura o brama di ottenere ciò che si desidera. Adam ha però delle motivazioni non indifferenti nell'accettare l'offerta del nuovo Dio, oltre a tenere al sicuro la sua famiglia, desidera essere guarito da una malattia mortale che lo sta divorando, probabilmente la stessa che uccise il fratello Pete. Mentre si trova di fronte a Lui, nella sala del trono irrompono un gruppo di agguerriti guerrieri e mistici della ribellione, i migliori che siano rimasti. Si tratta di Drawbridge, enorme rettile dotato di teletrasporto (grazie a lui è un attacco a sorpresa), la White Lady, una sorta di angelo che vive tra le dimensioni, Healer Monkey (il cui vero nome è Benjamin Reporia), in grado di guarire le ferite, l'ultimo dei goblin, capace di camuffarsi e cambiare sembianze, Patch Work, una mosak capace di rigenerarsi se si attacca pezzi di altri corpi, e Jevalia, con il dono di percepire i sentimenti e le intenzioni degli altri esseri vieventi. Il gruppo riesce ad avere la meglio e cattura il presunto Dio, mentre Adam riluttante è costretto dagli eventi ad unirsi a loro. Durante la battaglia viene però ucciso Healer Monkey. Ora hanno la possibilità di uccidere il "Re del Fango" ma questo significherebbe la morte di tutti coloro con cui ha stretto un patto, ovvero dai consacrati ai "sussurri". La compagnia di ribelli lo nasconde quindi in una specie di carovana e si appresta a compiere un lungo viaggio attraverso il continente per raggiungere le Isole del "Wizard Torrga". Del loro gruppo fa parte anche un individuo con una maschera di ferro che sembrerebbe essere uno stratega e capace di percepire i sussurri. Grazie ad un gufo bianco, che li accompagna, il legame tra il Dio e coloro che sono legati a lui, è interrotto. I sussurri si sono quindi assopiti, ma il viaggio che li aspetta è lungo 3 mesi e le terre da attraversare sono piene di suoi fedeli. Adam si unisce a loro ma la sua volontà vacilla, il "Dio dei Sussurri" potrebbe salvarlo e questo viene percepito dal gruppo in particolare da White Lady. Mentre la compagnia fugge via terra per strade non battute Drawbridge funge da esca facendosi inseguire da Piper che infine lo raggiunge e lo uccide. Scopre però che la carrozza da lui trascinata è vuota ed è solo un diversivo. Lungo il viaggio, di notte durante il turno di guardia di Adam, il Re del Fango riesce inspiegabilmente a liberarsi dalla sua prigione-sarcofago e uccide Patch Work ma invece di fuggire, rimane e si riconsegna. Adam si era addormentato e sul prigioniero è stata trovata la chiave della cella. I dubbi su Adam aumentano e sorge comunque il quesito del perché Garlis non sia fuggito.

### La Ballata del Tradimento

Copertina della raccolta "Seven to Eternity Volume 2: La Ballata del Tradimento". Disegno di Jerome Opeña. Edizione italiana © 2018 Panini S.p.A.

Durante la fuga lungo una strada di montagna la Compagnia è attaccata da una guerriera di nome Penelope figlia del Dio dei Sussurri. Ha il potere di creare illusioni che alterano la percezione della realtà e riesce per un attimo a prendere di sorpresa il gruppo di Adam. Una volta capito il suo potere ne segue uno scontro che la vede precipitare giù dal dirupo che fiancheggia la strada. Insieme a lei vanno perdute sia la carrozza prigione e uno dei due animali che servono da traino. Il viaggio può proseguire, il prigioniero viene incatenato e messo in sella all'animale rimasto, i suoi guardiani lo seguono a piedi. Dopo giorni di cammino si arriva ad un temuto luogo conosciuto come La palude in cui nessuno muore davvero. Si tratta di un'area maledetta dove chiunque vi muore non passa oltre con la propria anima ma le sue malinconie e angosce rimangono sepolte qui e sono pronte a riprendere vita in forma di esseri vegetali antropomorfi. La Compagnia decide di attraversare questo nefasto percorso per risparmiare tempo senza raggirarlo sulle montagne, temono di essere raggiunti dai seguaci del loro prigioniero. Qui però il rischio è molto alto soprattutto per Il Re del Fango in quanto in passato il Pifferaio su suo ordine vi ha condotto a morire una moltitudine di dissidenti e di mosak ribelli. Come previsto durante l'attraversamento le ombre dei deceduti nella palude riprendono forma e vorrebbero inghiottire i malcapitati viandanti a ancor più il loro terribile prigioniero. Per combattere contro le creature emerse dalla melma anche Garlis viene liberato e combatte a fianco dei suoi carcerieri. Nella confusione della battaglia, il gruppo si divide e Juvelia sembra perire inglobata nella melma della Palude. Adam e Garlis rimangono a combattere fianco a fianco e riescono a uscirne. A questo punto il Dio dei Sussurri si rivolge ad Adam con il suo fare persuasivo e amichevole. Gli indica che lì vicino, a tre giorni di marcia, ci sono delle sorgenti per la guarigione che gli possono salvare la vita. Lo convince che non è detto che le gioie di un futuro con la sua famiglia gli siano precluse e gli promette che riabiliterà il suo nome, non deve però commettere l'errore di suo padre che per orgoglio ha preferito far morire il figlio (fratello di Adam) piuttosto che accettare la sua offerta divina. Adam accetta e segue Garlis, ha tradito il gruppo così come temeva la White Lady. Non è però a conoscenza che nella palude è arrivata sua figlia Katie in soccorso del resto della compagnia e così si sono anche loro messi in salvo. La capacità di Katie di individuare le orme evidenzia come il padre sia andato con il prigioniero nella direzione rispetto alla loro destinazione. Al momento non li possono più seguire in quanto sono riusciti a recuperare il corpo di Jervina in fin di vita. Data la sua particolare anatomia bisogna portarla da un guaritore della sua etnia e cultura. Decidono quindi di partire per le Terre di Cliff dove il reggente governatore è il fratello di Jervina. Nonostante arrivino in segreto la notizia su chi siano e il fatto che siano ricercati in tutto il regno si diffonde. Anche il fratello di Jervena governa quelle terre grazie al Dio dei Sussurri e quindi decide di catturarli, anche qui il potere è stato corrotto dal nuovo Dio. Questo è parso già evidente dai mutamenti subiti dal paesaggio rurale e urbano, una volta il più ridente e splendente di Zhal ma ora ridotto ad una cupa landa di una terra spoglia e proto industriale. Qui è stata fatta costruire una fabbrica che trasforma gli esseri viventi in automi chiamati Jarondoon e il Governatore ha fatto imprigionare il resto della Compagnia perché subisca la trasformazione. Jervina viene in parte liberata dalla melma che è stata inglobata dal suo corpo e comincia a riprendersi. Quando scopre la verità sul fratello, e sul fatto che i genitori l'hanno venduta a Garlis, prende il liquame della palude che la stava intossicando e lo somministra forzatamente al fratello trasformandolo in un vegetale deforme. In soccorso dei suoi amici nella fabbrica interviene lo stesso Garlis che con un sussurro impedisce alla sua malefica direttrice di trasformarli. Nonostante lo abbiano imprigionato e ora lo vogliono ricatturare, il Dio dei Sussurri li vuole vivi. Mentre si dirigono verso le Fonti della Guarigione, Garlis sembra riuscire a dimostrare ad Adam come le sue azioni siano indirizzate alla stabilizzazione di un mondo ormai propenso al caos e alla guerra. Gli fa inoltre notare come ha sempre lasciato autonomia ai vari regni e non si è mai proclamato nuovo imperatore, che per altro è stato tenuto in vita finché il goblin alleato di Adam non lo ha ucciso. Prima di arrivare a destinazione vengono però rintracciati e attaccati dalla Dama Bianca (o White Lady) che si scatena contro Adam per ucciderlo. Gli rivela che ha visto il futuro (in quanto anche veggente) e gli Osidis, e non Garlis saranno la causa dell'Apocalisse su Zhal. Nelle sue visioni il Dio Rosso che ridurrà il creato in cenere ha lo stemma degli Osidis. Si scopre quindi che è stata lei a far ammalare suo fratello e poi lo stesso Adam con la speranza di porre fine alla loro minaccia. Così facendo però ha accelerato (o addirittura causato) gli eventi che aveva preconizzato. Ora sta per attaccare e uccidere Adam con le anguille luminose scaturite dalla sua lampada e per essere sicura della vittoria evoca anche l'energia oscura scaturita dalla sua lampada bianca, la vera forza al di la delle sue sembianze angeliche. In soccorso di Adam arriva però Zhal che la uccide utilizzando una freccia Osidis con il sangue di Zebadiah il cui Spirito viene evocato e la cui collera si scatena sulla Dama Bianca uccidendola. Prima di svanire esprime il suo disgusto per l'alleanza (forse amicizia) sorta tra il figlio e il Dio dei Sussurri.

## Realizzazione

La mitologia del franchise "Dungeons & Dragons" ha influenzato Remender nel costruire il mondo fantasy di Zhal e i protagonisti della sua avventura. Illustrazione di copertina del volume a fumetti "Dungeons & Dragons: La Furia del Gigante del Gelo". Disegnata da Netho Diaz. Edizione italiana © 2019 Panini S.p.A.

Con quest'opera Remender vuole affrontare un classico canovaccio del genere Fantasy, ovvero una compagnia di guerrieri, maghi ed eroi per caso in una "quest" per liberare il loro mondo dalle forze del male. All'interno di questo (ormai inflazionato) affresco narrativo vi inserisce però diversi elementi che hanno caratterizzato la sua formazione come narratore e il suo immaginario personale. In Seven to Eternity vi sono infatti influenze che derivano dal romanzo Dune di Frank Herbert, dall'immancabile Il Signore degli Anelli, passando per la sua passione giovanile per Dungeons & Dragons. A questi si unisce un'atmosfera da film Western e per favorirne l'ispirazione, mentre tracciava il soggetto dell'opera ha guardato diversi film di genere e letto un libro sui Comanche.
Al centro dell'opera rimane però il tema del "racconto familiare", in questo caso quello della famiglia Osidis. La famiglia e la speranza sono il fulcro centrale di un trittico di opere iniziato con la serie Black Science del 2013 (protagonista la famiglia McKay) e proseguito con Low del 2014 (protagonista la famiglia Caine). Le prime due opere sono più strettamente legate al genere Sci-fi ma in entrambe così come in Seven to Eternity i legami di sangue giocano un ruolo importante nell'epica del racconto. La forza dei protagonisti, le loro lotte interiori e conflitti personali si sovrappongono alle ordalie necessarie per salvare un intero pianeta (come nel caso di Low) o (addirittura) un Multiverso (come nel caso di Black Science). Altro tema centrale è la paura (contrapposta alla speranza), la sensazione di trovarsi di fronte ad ostacoli insormontabili, la consapevolezza di poter forgiare il proprio futuro sono continuamente messi alla prova. A maggior ragione questi tormenti travolgono Adam Osidis, afflitto da una malattia terminale ma posto di fronte all'offerta di un semidio che potrebbe salvarlo. Questo però condannerebbe un intero continente (o pianeta) alla perdita della libertà, anche se ciò che lo frena sono gli insegnamenti del padre e la condotta morale che gli ha impartito.
Fondamentale per il "world building" del mondo fantasy di Zhal è l'apporto dato dal talento creativo dell'artista filippino Jerome Opeña. Remender ha puntato su di lui come fattore imprescindibile per poter realizzare un'opera visivamente ambiziosa come "Seven to Eternity". L'intento dell'autore è quello di far esprime al meglio le potenzialità di questo grande disegnatore plasmando un affresco narrativo capace di valorizzare quelle doti artistiche che gli hanno permesso di affermarsi nel mondo dei comic statunitensi. Opeña ha quindi la possibilità di creare paesaggi suggestivi e surreali, curare il character design di personaggi che risultano essere sempre espressivi e plastici anche se spesso ci si trova di fronte ad esseri fantastici (tipici del genere), quindi non umani. A questo si aggiunge notevole dinamismo e drammaticità nelle scene di combattimento. Da notare che sono diversi anni che il duo Remender-Opena sta pianificando Seven to Eternity. Remender ha avuto modo di apprezzare le doti dell'artista filippino quando stava realizzando la sua prima importante space opera ovvero Fear Agent, qui durante il secondo story-arc, Opeña realizza alcuni albi impressionando per l'epicità delle scene di battaglia e per aver creato memorabili scenari. Opena da parte sua si trova subito a suo agio con Remender dal momento che gli viene concessa una grande libertà creativa pur trattandosi di una serie già in corso di pubblicazione e quindi definita a livello grafico da Tony Moore, co-creatore e autore principale dell'opera. Il problema dell'artista filippino è però quello di rispettare le deadline, o le scadenze per poter dare regolarità di distribuzione ad una serie regolare quale Seven to Eternity. Il motivo è dovuto all'estrema cura con cui realizzai dettagli e gli scenari delle sue tavole. Per questo, nonostante la pianificazione anticipata prima della pubblicazione, Jerome si trova già in ritardo durante il secondo arco narrativo (ovvero La Ballata del Tradimento) e di conseguenza gli albi nn.7-8 sono realizzati da James Harren, che per la Image sta realizzando i disegni della serie Rumble di John Arcudi. Harren si è già fatto notare per le sue collaborazioni su B.P.R.D. spin-off di Hellboy e per alcuni lavori per la Marvel Comics. Nonostante il supporto la serie subisce notevoli ritardi nella pubblicazione, tra il n.13 (del febbraio 2019) e il n.14 (del novembre 2020) passa oltre un anno e mezzo. Per quanto riguarda l'ultimo albo della serie (il n.17), viene continuamente posticipato arrivando ad uscire 7 mesi dopo quello precedente.

## Personaggi
- Adam Osidis: figlio di Zebadiah Osidis, è sposato con quattro figli. La sua è una casta facente parte dell'ordine di monaci-guerrieri e mistici denominati Mosak. Vive lontano dalla capitale e dal centro di potere del Dio dei Sussurri (o Mud King) che sistematicamente annichilendo ogni forma di resistenza e i Mosak liberi dal suo dominio sono rimasti pochi. Zebediah è stato il primo a ribellarsi all'offerta del nuovo Re-Dio, rinunciando alla possibilità di curare suo figlio Peter da una malattia mortale. Ha portato la sua famiglia a vivere isolata tra le montagne. Adam ha seguito la strada del padre e non ha voluto inizialmente lottare con la resistenza ma adesso i Sussurri sono arrivati alle porte di casa e il Mud King vuole vederlo per fargli l'offerta, realizzare il suo più recondito desiderio in cambio di farlo entrare, come un sussurro, nella sua stessa coscienza. Zebadiah ha sempre insegnato ai figli e ai nipoti a non cedere a compressi o alla libertà delle proprie azioni ma adesso Adam si sta recando dal nuovo Dio pronto ad accettare. In cambio vorrebbe guarire da una malattia mortale che lo affligge (forse quello stesso malanno che ha stroncato il fratello). Suo malgrado dovrà invece intraprendere una strada diversa e unirsi ad un ordine magico di guerrieri ribelli. Le sue convinzioni vacillano e non sa se saprà resistere alla paura della morte. La via del guerriero non prevede compromessi o timori, a Zhal o si combatte per la libertà o si vive da schiavi. Adam possiede il dono della "communion" (o condivisione), è in grado di rievocare i doni di altri Mosak utilizzando come vessilli delle punte di freccia contenenti del sangue appartenuto a vari componenti della casata degli Osidis.
- Re dei Sussurri: conosciuto anche come Red del Fango ("Mud King" in originale), il suo vero nome è Garlis Sum. Apparteneva all'ordine dei Mosak. Insieme a Zebadiah Osidis era il guardiano del tempio sacro di Fengow e aveva giurato di proteggere per sempre Zhal e il suo popolo. Come altri Mosak possiede un dono particolare (e unico), è capace di legarsi allo spirito di una persona se questi accetta di farlo entrare. Accettando l'offerta Garlis è in grado di esaudire il desiderio più agognato nell'animo di una persona. Una volta entrato però il legame è per sempre e il Mud King può ascoltare, vedere e provare ciò che sente l'individuo che ha stretto il patto. Zebadiah è stato il primo a sfidarlo, non volendo neppure ascoltare l'offerta e cedere alla tentazione di accettare. Per questo la casata degli Osidis è stata diffamata e il padre di Adam è divenuto un ricercato, ritenuto colpevole di aver contribuito a distruggere l'ordine dei Mosak. Il Dio dei Sussurri è protetto da guardie fedelissime a dal potente The Piper, una creatura che combatte usando un flauto e che Garlis chiama figlio. Se il Mud King viene ucciso tutti coloro che hanno accettato l'offerta muoiono con lui, questo è un grosso deterrente per la resistenza che non può colpirlo a morte[2]. La giovinezza di Garlis è stata tormentata in quanto è un mezzo sangue, nato tra un'umana e un goblin[2]. Suo padre non ha mai accettato ne lui ne la madre che ha poi barbaramente affogato nella Palude dannata, dove lo spirito di chi vi muore non passa oltre (ovvero nella dimensione chiamata Il Pozzo) ma rimane intrappolato nella sua melma con le sue angosce e tormenti[2]. Da ragazzino vive abbandonato per strada ma presto i Mosak si rendono conto che è nato con un particolare dono (in quanto legato all'energia del Pozzo) e quindi se ne prendono cura addestrandolo. Anche in questo caso Garlis deve però subire un maestro che lo disprezza e non apprezza le sue peculiarità[2]. In lui comincia a nascere un sentimento di disprezzo verso un mondo che, ai suoi occhi, deve essere cambiato per il meglio (in accordo alla sua ideologia) e il destino vuole che abbia il potere per farlo.
- Jevalia: è una cliffting, originaria delle terre di Cliff ricche di energia in quanto sono capaci di estrarle dal Grande Pozzo. Si tratta del luogo tra i più belli e ridenti di tutte le località di Zhal. Ma questo prima che venissero corrotte dal Re dei Sussurri. Ha le sembianze umanoidi ma ha possiede delle ali, ha le orecchie a punta ed è di carnagione rossa. Dimostra già in giovane età di possedere il dono dell'empatia, è quindi una Mosak. I suoi genitori, per assicurarsi il potere e la ricchezza, accettano l'offerta di Garlis che in cambio vuole che li consegnino Jevalia che è ancora una ragazzina. Il suo potere gli può essere molto utile in quanto legge la verità nel cuore e nelle menti di chi ha di fronte. Cresce quindi a corte del Re del Fango ed è accanto a lui vicino al trono, per sondare i sentimenti e pensieri di chi riceve udienza. Nel suo cuore medita però di scappare ed infatti partecipa al rapimento di Garlis entrando a far parte dei "Sette" che lo imprigionano. Quando era piccola ha incontrato ad un mercato un giovane Adam Osidis e tra loro è nato subito un legame che è rimasto negli anni. A distanza di tempo i due si riuniscono nella Compagnia dei Sette e tra di loro è quella che Adam può considerare un'amica. Dopo che rischia di morire inglobata dalla Palude dove nessuno muore veramente, il suo cuore sembra inaridirsi. La melma che è penetrata nel profondo a stimolato i suoi istinti più feroci.
- Patch Work: una donna originaria della città di Rosill, abitata da un popolo eterogeneo, predisposto alla tolleranza e carità. Inizialmente i "rosilliani" si rifiutano di unirsi alle Guerre dei Sussurri, scatenate dalla presa di potere di Garlis. La sua città, così come la sua famiglia, da soccorso ai rifugiati e agli oppressi ma ben presto anche i suoi concittadini cedono alle offerte del nuovo Dio, ne segue il disaccordo e l'intolleranza. La famiglia di Patch Work viene uccisa dai fedelissimi del Re del Fango ma lei sopravvive grazie al dono che scopre di avere. La parti ferite del suo corpo possono ricomporsi se attaccate a pezzi di altri esseri viventi e da qui il nome con cui è conosciuta. Verso di lei e la sua gente Garlis nutre un particolare disprezzo e infatti mentre non sembra essere interessato a uccidere gli altri rapitori, una volta libero è lei quella che colpisce a morte[1].
- La Dama Bianca (o "The White Lady" in originale): è una mosak che veicola il suo dono attraverso una lanterna che emana luce bianca[1]. Lei stessa ha un aspetto etereo e risplende di luce. Si considera al di sopra delle normali dispute degli esseri viventi ma disprezza profondamente Garlis che si è nominato Dio dei Sussurri[1]. Quando si presenta, sostiene di essere colei che cammina tra il mondo dello spirito e quello della carne[1]. Il suo potere non è ben definito ma è capace di generare "serpenti" d'energia tramite la sua lampada ed è una veggente[2]. Il prevenire le mosse dell'avversario è di grande aiuto per la Compagnia dei 7 mosak ribelli (di cui fa parte). Ci sono però risvolti del futuro che non rivela neppure ai suoi alleati ed ha una sua personale agenda. Sembra credere che il più grande pericolo per Zhal non sia Garlis ma Adam Osidis[2]. Il suo aspetto candido e angelico nasconde inoltre la natura del suo vero potere che deriva dal suo legame con la dimensione del Pozzo Nero, tolta la maschera i suoi occhi sono neri come la pece ed è in grado di evocare un'energia oscura che può uccidere gli avversari. Non ricorre mai a tali forze se non necessario[2].